# Ansel Elkins
Ansel Elkins es una poeta estadounidense y ganadora en 2014 del Concurso de la Serie de Poetas Jóvenes de Yale. Yale University Press publicó su colección Blue Yodel en 2015.

## Biografía
Elkins nació y creció en el norte de Alabama. Recibió su BA de Sarah Lawrence College y un MFA de UNC Greensboro.
Elkins también ha ganado un Discovery/Boston Review Poetry Prize y recibió una beca de escritura creativa NEA 2013.

## Obras
- Blue Yodel, New Haven ; London : Yale University Press, 2015. ISBN 9780300210026, OCLC 889576934